# Велика Јеча
Велика Јеча (рум. Iecea Mare) је село и једино насеље истоимене општине Велика Јеча, која припада округу Тимиш у Републици Румунији.

## Положај насеља
Село Велика Јеча се налази у источном, румунском Банату, на 20 километара удаљености од Србије. Од Темишвара село је удаљено око 35 км западно. Сеоски атар је у равничарском делу Баната.

## Прошлост
По "Румунској енциклопедији" место је постојало 1317. године, а под турском управом је запустело. Поново ту на предији ниче насеље 1767. године. Хилдебранд доводи и насељава Немце у 202 нове куће.
Аустријски царски ревизор Ерлер је 1774. године констатовао да место припада Барачком округу, Темишварског дистрикта. Село има римокатоличку цркву а становници су Немци.

## Становништво
По последњем попису из 2002. село Велика Јеча имало је 2.315 ст., од чега Румуни чине 85%, а Роми 10%. До пре 50ак година село је било претежно насељено Немцима, који данас чине мање свега 3% сеоског становништва. Последњих деценија број становништва опада.